# Pespulia tuberculata
Pespulia tuberculata är en insektsart som beskrevs av Sjöstedt 1921. Pespulia tuberculata ingår i släktet Pespulia och familjen gräshoppor. Inga underarter finns listade i Catalogue of Life.